# Nothobranchius kilomberoensis
Nothobranchius kilomberoensis – gatunek ryby z rodziny Nothobranchiidae, rzędu karpieńcokształtnych. Występuje w Tanzanii. Samce osiągają do 3,4 cm długości, a samice do 4,13 cm. Samce mają czerwone plamy na dolnej części głowy i gardła. Płetwy grzbietowe biało-niebieskie. Ogon czerwony. Ryba słodkowodna.